# Фредерик IX
Фредерик IX (дат. Frederik 9.; 11 марта 1899[…], дворец Зоргенфри, Копенгаген — 14 января 1972[…], Копенгаген или Копенгаген) — датский государственный деятель и монарх, король Дании с 20 апреля 1947 по 14 января 1972 года.

## Биография

### Ранние годы и происхождение
Родился 11 марта 1899 года во дворце Зоргенфри (Конгенс-Люнгбю) в семье принца и будущего короля Дании Кристиана X и его жены Александрины, герцогини Мекленбург-Шверинской, внучки великого князя Михаила Николаевича. Крещён 9 апреля 1899 года в лютеранской церкви. Имел 21 крёстного, среди которых его прадед Кристиан IX, российский император Николай II, греческий король Георг I, король Шведско-норвежской унии Оскар II, король Дании в 1906—1912 годах Фредерик VIII (Фредерику IX он приходился дедом), принц Уэльский и британский монарх (1901—1910) Эдуард VII и другие. Также приходился праправнуком российскому императору Николаю I.
27 июля 1900 года родился младший и единственный брат Фредерика IX принц Кнуд.

### До правления
В 1906 году королём Дании стал Фредерик VIII, Кристиан X — наследным принцем, в то время как его сын Фредерик занял второе место в очереди на королевский престол Дании. В 1912 году наследный принц Кристиан стал королём, а Фредерик — наследным принцем. В декабре 1918 года с расширением автономии Исландии в составе Датского королевства также получил титул наследного принца Исландии. Однако королём Исландии он так и не стал ввиду провозглашения независимости Исландии в июне 1944 года, признанного Данией и королём Кристианом лично.
Обучался в Королевской Датской военно-морской академии (нарушив таким образом датскую королевскую традицию службы в армии) и Копенгагенском университете. Имел звание контр-адмирала.
Интересовался музыкой. Был хорошим пианистом и дирижёром.
24 мая 1935 года женился на принцессе Ингрид Шведской (1910—2000), дочери короля Швеции Густава VI Адольфа.
В апреле 1940 года Дания была оккупирована нацистской Германией. Вместе с семьёй наследный принц Фредерик остался в стране, в отличие, например, от своего дяди, короля Норвегии Хокона VII, бежавшего из страны вместе с родными и участвовавшего в формировании норвежского правительства в изгнании и работе сил норвежского сопротивления немецкой оккупации. С 1942 по 1943 годы выступал в качестве регента от имени своего отца, который был временно недееспособен после падения с лошади в октябре 1942 года.
20 апреля 1947 года со смертью отца Фредерик IX стал королём Дании.

### Правление
Как король, Фредерик IX взаимодействовал с премьер-министрами и от Либеральной, и от Социал-демократической партии. Среди них были Кнуд Кристенсен (1945—1947), Ханс Хеттофт (1947—1950; 1953—1955), Эрик Эриксен (1950—1953), Ханс Хансен (1955—1960), Вигго Кампманн (1960—1962), Йенс Отто Краг (1962—1968; 1971—1972) и Хилмар Баунгсор (1968—1971). Во внутренней политике он наблюдал за восстановлением страны от последствий Второй мировой войны, организацией ряда социальных и образовательных реформ и определённым государственным вмешательством в дела экономики при сохранении рыночной экономической системы. При нём Дания участвовала в реализации плана Маршала, выступила соучредителем НАТО, разрешила США разместить на своей территории военные базы и даже ядерное оружие (оно было размещено в Гренландии) и предоставила самоуправление Фарерским островам (1948). Сам король, впрочем, не имел сильного влияния на все эти процессы, его власть была во многом номинальной.

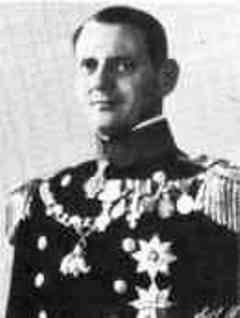
Король Дании Фредерик IX

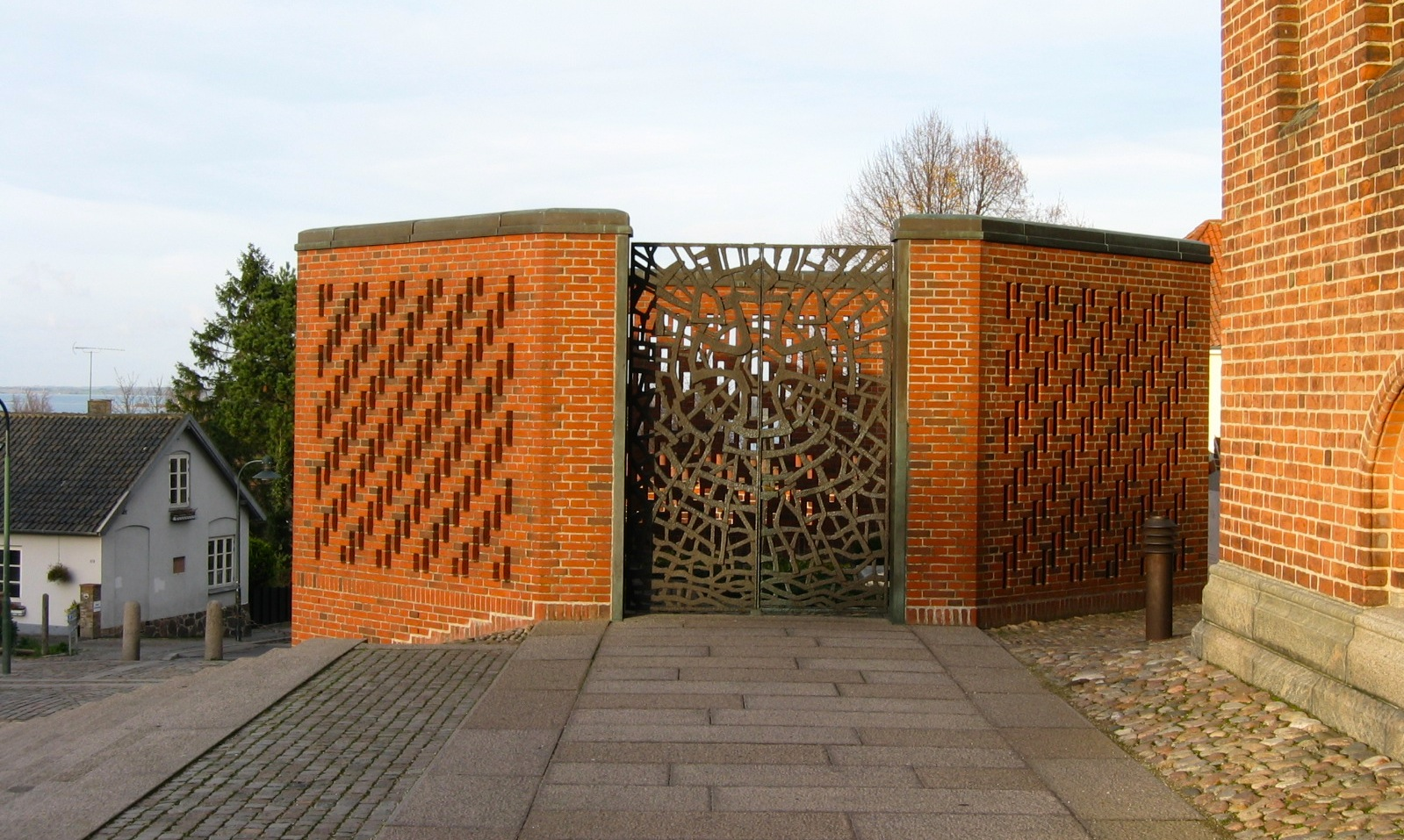
Мавзолей Фредерика IX возле кафедрального собора в Рокскилле

Поскольку у короля Фредерика IX и королевы Ингрид не было сыновей, предполагалось, что младший брат короля, принц Кнуд, унаследует трон в соответствии с Законом Дании о правопреемстве 1853 года. Однако в 1953 году в данный документ были внесены изменения, по которым наследовать трон теперь могли и дочери монарха в случае отсутствия у него сыновей. За счёт этого наследницей престола стала старшая дочь Фредерика IX Маргрете, которая после смерти отца 14 января 1972 года стала королевой Дании, занимая эту должность вплоть до своего отречения 14 января 2024 года.
Похоронен по собственному желанию вне стен кафедрального собора в Роскилле в отдельно построенном рядом мавзолее вместе со своей супругой.

## Семья
24 мая 1935 года женился на принцессе Ингрид Шведской (1910—2000), дочери короля Швеции Густава VI Адольфа (помолвлен с ней был в марте того же года). Супруги состояли во множественном родстве, что не было редкостью в европейских монарших семьях: они были дважды четвероюродными братом и сестрой, имея двух общих прапрадедов в лице шведского короля Оскара I и великого герцога Бадена Леопольда I, а через российского императора Павла I Фредерик приходился пятироюродным дядей Ингрид. Пара имела трёх дочерей:
- Маргрете (род. 1940).
- Бенедикта (род. 1944).
- Анна-Мария (род. 1946).

## Награды
Датские
- Орден Слона (14 мая 1912).
- Большой крест ордена Даннеброг (11 марта 1917).
- Медаль 100-летия короля Кристиана IX (1918).
- Великий командор ордена Даннеброг (3 февраля 1936).
- Медаль 100-летия короля Фредерика VIII (1943).
- Медаль за службу на флоте.

Иностранные
- Кавалер Большого креста ордена Ирландского сокола (Исландия).
- Благороднейший орден Подвязки (Великобритания; 8 мая 1951).
- Орден Бани (Великобритания).
- Рыцарь Большого креста Королевского викторианского ордена (Великобритания).
- Королевская Викторианская цепь (Великобритания).
- Бейлиф Великого креста ордена Святого Иоанна (Великобритания).
- Коронационная медаль Георга VI (Великобритания).
- Большой крест ордена Соломона (Эфиопия).
- Кавалер Высшего ордена Святого Благовещения (Королевство Италия; 10 марта 1917).
- Кавалер Большого креста ордена Святых Маврикия и Лазаря (Королевство Италия).
- Кавалер Большого креста ордена Короны Италии (Королевство Италия).
- Кавалер Большого креста на цепи ордена «За заслуги перед Итальянской республикой» (Италия).
- Цепь ордена Серафимов (Швеция; 10 марта 1917).
- Памятная медаль короля Густава V (Швеция).
- Особая степень Большого креста Почётного знака «За заслуги перед Австрийской республикой» (Австрия)[4].
- Большой крест ордена Леопольда I (Бельгия).
- Кавалер Большого креста ордена Почётного легиона (Франция).
- Орден Пехлеви (Иран).
- Памятная медаль в ознаменование 2500-летия основания Персидской империи (Иран; 14 октября 1971).
- Большой крест ордена Нидерландского льва (Нидерланды).
- Кавалер Большого креста ордена Спасителя (Королевство Греция).
- Большой крест Королевского ордена Георга I (Королевство Греция).
- Кавалер Большого креста ордена Святого Олафа (Норвегия).
- Большой крест ордена Белой розы Финляндии с мечами на орденской цепи (Финляндия; 1926).
- Высший орден Хризантемы (Япония).
- Большой крест с короной в руде ордена Вендской короны (Мекленбург-Шверин).
- Большой крест ордена Солнца Перу (Перу).
- Орден Чёрного орла (Германская империя).
- Большой крест ордена Красного орла (Германская империя).
- Большой крест ордена Чула Чом Клао (Сиам).
- Рыцарь ордена Королевского дома Чакри (Сиам; 29 февраля 1917).
- Орден золотой шпоры (Ватикан).
- Кавалер Большого креста ордена За заслуги Санчеса, Дуарте и Меллы с золотой звездой (Доминиканская республика).
- Орден Святого апостола Андрея Первозванного (Российская империя).
- Орден Святого Александра Невского (Российская империя).
- орден Белого орла (Царство Польское).
- Орден Святой Анны (Российская империя).
- Орден Святого Станислава I степени (Российская империя).

## Факты
- Фредерик IX имел 9 различных крупных татуировок, за что получил неофициальное звание самого татуированного короля Европы.
- Фредерик IX — последний датский монарх, родившийся в XIX веке.